# Lúky za Karcabou
Lúky za Karcabou este o arie protejată (arie specială de conservare — SAC, sit de importanță comunitară — SCI) din Slovacia întinsă pe o suprafață de 248,73 ha, integral pe uscat.

## Localizare
Centrul sitului Lúky za Karcabou este situat la coordonatele 49°02′59″N 22°18′52″E / 49.049696°N 22.314477°E.

## Înființare
Situl Lúky za Karcabou a fost declarat sit de importanță comunitară în decembrie 2021.

## Biodiversitate
Situată în ecoregiunea alpină, aria protejată conține 1 habitat natural: Fânețe de joasă altitudine (Alopecurus pratensis, Sanguisorba officinalis).
La baza desemnării sitului se află o specie protejată de  nevertebrate: Isophya stysi.